# Чемпіонат Чернівецької області з футболу 2020
Чемпіонат Чернівецької області з футболу 2020 року виграв «Довбуш» (Чернівці).

## Підсумкова таблиця
| М  | Команда                     | І  | В  | Н | П  | РМ    | О  |
| -- | --------------------------- | -- | -- | - | -- | ----- | -- |
|    | «Довбуш» (Чернівці)         | 18 | 14 | 3 | 1  | 45−11 | 45 |
| 2  | «Нижні Станівці»            | 18 | 13 | 3 | 2  | 43−20 | 42 |
| 3  | «Чагор»                     | 18 | 11 | 3 | 4  | 46−24 | 36 |
| 4  | «Глибока»                   | 18 | 10 | 1 | 7  | 35−27 | 31 |
| 5  | «ТОМ студіо» (Чернівці)     | 18 | 8  | 2 | 8  | 25−28 | 26 |
| 6  | «Старий Вовчинець»          | 18 | 8  | 2 | 8  | 39−45 | 26 |
| 7  | «Шквал» (Чорнівка)          | 18 | 6  | 2 | 10 | 17−28 | 20 |
| 8  | «Неполоківці»               | 18 | 5  | 3 | 10 | 23−29 | 18 |
| 9  | «Фазенда» (Чернівці)        | 18 | 4  | 1 | 13 | 19−52 | 13 |
| 10 | «Дністер» (Новодністровськ) | 18 | 0  | 2 | 16 | 13−40 | 2  |